# Соболиці (Жарський повіт)
Соболиці (пол. Sobolice, нім. Zoblitz-Lodenau-Ost) — село в Польщі, у гміні Пшевуз Жарського повіту Любуського воєводства.
Населення — 84 особи (2011).
У 1975-1998 роках село належало до Зеленогурського воєводства.

## Демографія
Демографічна структура станом на 31 березня 2011 року:
|          | Загалом | Допрацездатний вік | Працездатний вік | Постпрацездатний вік |
| -------- | ------- | ------------------ | ---------------- | -------------------- |
| Чоловіки | 44      | 12                 | 28               | 4                    |
| Жінки    | 40      | 11                 | 21               | 8                    |
| Разом    | 84      | 23                 | 49               | 12                   |